# Fußball-Weltmeisterschaft 2014/Ecuador
Dieser Artikel behandelt die ecuadorianische Fußballnationalmannschaft bei der Fußball-Weltmeisterschaft 2014. Ecuador nahm erst zum dritten Mal an der Endrunde und als einzige südamerikanische Mannschaft zum ersten Mal an einer Endrunde in Südamerika teil. Als einzige südamerikanische Mannschaft schied Ecuador in der Vorrunde aus.

## Qualifikation
Ecuador qualifizierte sich über die Qualifikationsspiele des südamerikanischen Fußballverbandes CONMEBOL.
Alle neun Mannschaften, die neben Gastgeber Brasilien dem südamerikanischen Verband CONMEBOL angehören, spielten in einer einzigen Gruppenphase mit Hin- und Rückspiel gegeneinander, wobei sich für jede Mannschaft insgesamt 16 Begegnungen ergaben und an jedem Spieltag eine Mannschaft spielfrei war. Die vier bestplatzierten Teams qualifizierten sich direkt für die Endrunde der Weltmeisterschaft 2014. Ecuador nutzte seinen Heimvorteil im 2850 Meter hoch gelegenen Quito und konnte alle Heimspiele bis auf das Spiel gegen Argentinien gewinnen. Auswärts gelangen nur drei Remis bei fünf Niederlagen und so konnte sich die Mannschaft vor Uruguay nur dank der besseren Tordifferenz als Gruppenvierter direkt qualifizieren, während Uruguay gegen den asiatischen Vertreter Jordanien in den interkontinentalen Playoffspielen den letzten Startplatz in der WM-Endrunde erhielt.

### Gruppenphase
Tabelle
| Pl. | Land        | Sp. | S | U | N  | Tore    | Diff. | Punkte |
| --- | ----------- | --- | - | - | -- | ------- | ----- | ------ |
| 1.  | Argentinien | 16  | 9 | 5 | 2  | 035:150 | +20   | 32     |
| 2.  | Kolumbien   | 16  | 9 | 3 | 4  | 027:130 | +14   | 30     |
| 3.  | Chile       | 16  | 9 | 1 | 6  | 029:250 | +4    | 28     |
| 4.  | Ecuador     | 16  | 7 | 4 | 5  | 020:160 | +4    | 25     |
| 5.  | Uruguay     | 16  | 7 | 4 | 5  | 025:250 | ±0    | 25     |
| 6.  | Venezuela   | 16  | 5 | 5 | 6  | 014:200 | −6    | 20     |
| 7.  | Peru        | 16  | 4 | 3 | 9  | 017:260 | −9    | 15     |
| 8.  | Bolivien    | 16  | 2 | 6 | 8  | 017:300 | −13   | 12     |
| 9.  | Paraguay    | 16  | 3 | 3 | 10 | 017:310 | −14   | 12     |

| Datum      | Ort                     | Heimmannschaft | - | Gast        | Ergebnis  | Torschützen für Ecuador                          |
| ---------- | ----------------------- | -------------- | - | ----------- | --------- | ------------------------------------------------ |
| 07.10.2011 | Quito                   | Ecuador        | – | Venezuela   | 2:0 (2:0) | J. Ayovi (15.), Benítez (28.)                    |
| 11.11.2011 | Asunción (PRY)          | Paraguay       | – | Ecuador     | 2:1 (0:0) | Rojas (90.+2)                                    |
| 15.11.2011 | Quito                   | Ecuador        | – | Peru        | 2:0 (0:0) | Méndez (69.), Benítez (88.)                      |
| 02.06.2012 | Buenos Aires (ARG)      | Argentinien    | – | Ecuador     | 4:0 (3:0) |                                                  |
| 10.06.2012 | Quito                   | Ecuador        | – | Kolumbien   | 1:0 (0:0) | Benítez (53.)                                    |
| 07.09.2012 | Quito                   | Ecuador        | – | Bolivien    | 1:0 (0:0) | Caicedo (73./Elfm.)                              |
| 11.09.2012 | Montevideo (URY)        | Uruguay        | – | Ecuador     | 1:1 (0:1) | Caicedo (7./Elfm.)                               |
| 12.10.2012 | Quito                   | Ecuador        | – | Chile       | 3:1 (1:1) | Caicedo (33., 56./Elfm.), Castillo (90.+2)       |
| 16.10.2012 | Puerto La Cruz (VEN)    | Venezuela      | – | Ecuador     | 1:1 (1:1) | Castillo (23.)                                   |
| 26.03.2013 | Quito                   | Ecuador        | – | Paraguay    | 4:1 (1:1) | Caicedo (37.), Montero (49., 74.), Benítez (54.) |
| 07.06.2013 | Lima (PER)              | Peru           | – | Ecuador     | 1:0 (1:0) |                                                  |
| 11.06.2013 | Quito                   | Ecuador        | – | Argentinien | 1:1 (1:1) | Castillo (17.)                                   |
| 06.09.2013 | Barranquilla (COL)      | Kolumbien      | – | Ecuador     | 1:0 (0:0) |                                                  |
| 10.09.2013 | La Paz                  | Bolivien       | – | Ecuador     | 1:1 (0:0) | Caicedo (57./Elfm.)                              |
| 11.10.2013 | Quito (ECU)             | Ecuador        | – | Uruguay     | 1:0 (1:0) | Montero (30.)                                    |
| 15.10.2013 | Santiago de Chile (CHL) | Chile          | – | Ecuador     | 2:1 (2:0) | Caicedo (66.)                                    |

Reinaldo Rueda setzte in den 16 Spielen 33 Spieler ein. Lediglich Kapitän Walter Ayoví kam in allen Spielen zum Einsatz. Bester Torschütze war Felipe Caicedo mit sieben Toren, davon vier Elfmeter, der aber erst im sechsten Spiel zum Einsatz kam. Sechs weitere Spieler steuerten die weiteren Tore bei.

## Vorbereitung
Vor der WM fanden folgende Spiele statt:
- 05. März in London erstmals gegen Australien: 4:3 nach 0:3-Rückstand (Torschützen für Ecuador: Martínez/57., Castillo/61./Elfmeter, Valencia/77. und Méndez/90.)
- 17. Mai in Amsterdam gegen die Niederlande: 1:1 (Torschütze für Ecuador: Montero/9.)[1]
- 31. Mai in Arlington gegen Mexiko: 1:3 (Torschütze für Ecuador: Valencia/80.)
- 04. Juni in Miami Gardens gegen England: 2:2 (Torschützen für Ecuador: Valencia/8., Arroyo/70.)

## Endrunde

### Kader
Die folgenden Spieler standen im Aufgebot für die Weltmeisterschaft 2014 in Brasilien. Fünf Spieler standen schon 8 Jahre zuvor bei der WM in Deutschland im Kader, Edison Méndez sogar schon 2002 und er ist der erste Ecuadorianer, der an drei WM-Endrunden teilnahm, wurde aber nur im Spiel gegen Honduras eingesetzt. Mit 8 WM-Spielen ist er nun ecuadorianischer WM-Rekordspieler. Nach der WM beendete er seine Nationalmannschaftskarriere.
| Nr.        | Name                | Verein vor WM-Beginn    | Länderspiel- einsätze | Länderspiel- tore | Geburtstag         | Spiele | Tore |     |     |     | WM- Teilnahmen | WM-Spiele (insgesamt) | WM-Tore (insgesamt) |
| Tor        | Tor                 | Tor                     | Tor                   | Tor               | Tor                | Tor    | Tor  | Tor | Tor | Tor | Tor            | Tor                   | Tor                 |
| ---------- | ------------------- | ----------------------- | --------------------- | ----------------- | ------------------ | ------ | ---- | --- | --- | --- | -------------- | --------------------- | ------------------- |
| 01         | Máximo Banguera     | Barcelona SC Guayaquil  | 25                    | 0                 | 16. Dezember 1985  |        |      |     |     |     |                |                       |                     |
| 12         | Adrián Bone         | CD El Nacional          | 3                     | 0                 | 8. September 1988  |        |      |     |     |     |                |                       |                     |
| 22         | Alexander Domínguez | LDU Quito               | 18                    | 0                 | 5. Juni 1987       | 3      |      |     |     |     |                |                       |                     |
| Abwehr     |                     |                         |                       |                   |                    |        |      |     |     |     |                |                       |                     |
| 21         | Gabriel Achilier    | CS EmelecM*             | 23                    | 0                 | 24. März 1985      | 2      |      |     |     |     |                |                       |                     |
| 18         | Óscar Bagüí         | CS EmelecM*             | 21                    | 0                 | 10. Dezember 1982  |        |      |     |     |     |                |                       |                     |
| 03         | Frickson Erazo      | Flamengo Rio de Janeiro | 37                    | 1                 | 5. Mai 1988        | 3      |      | 1   |     |     |                |                       |                     |
| 02         | Jorge Guagua        | CS EmelecM*             | 59                    | 2                 | 28. September 1981 | 3      |      |     |     |     | 2006           | 3                     | 0                   |
| 04         | Juan Carlos Paredes | Barcelona SC Guayaquil  | 38                    | 0                 | 8. Juli 1987       | 3      |      | 1   |     |     |                |                       |                     |
| Mittelfeld |                     |                         |                       |                   |                    |        |      |     |     |     |                |                       |                     |
| 15         | Michael Arroyo      | CF Atlante              | 20                    | 3                 | 23. April 1987     | 2      |      |     |     |     |                |                       |                     |
| 10         | Walter Ayoví        | CF Pachuca              | 90                    | 8                 | 11. August 1979    | 3      |      |     |     |     |                |                       |                     |
| 23         | Carlos Gruezo       | VfB Stuttgart           | 3                     | 0                 | 19. April 1995     | 2      |      |     |     |     |                |                       |                     |
| 05         | Renato Ibarra       | Vitesse Arnheim         | 18                    | 0                 | 20. Januar 1991    | 1      |      |     |     |     |                |                       |                     |
| 20         | Fidel Martínez      | Club Tijuana            | 8                     | 2                 | 15. Februar 1990   |        |      |     |     |     |                |                       |                     |
| 08         | Edison Méndez       | Santa Fe CD             | 111                   | 18                | 16. März 1979      | 1      |      |     |     |     | 2002, 2006     | 7                     | 1                   |
| 14         | Oswaldo Minda       | CD Chivas USA           | 18                    | 0                 | 26. Juli 1983      | 2      |      |     |     |     |                |                       |                     |
| 07         | Jefferson Montero   | Monarcas Morelia        | 40                    | 8                 | 1. September 1989  | 3      |      | 1   |     |     |                |                       |                     |
| 06         | Christian Noboa     | Dynamo Moskau           | 42                    | 2                 | 9. April 1985      | 3      |      |     |     |     |                |                       |                     |
| 19         | Luis Saritama       | Barcelona SC Guayaquil  | 49                    | 0                 | 20. Oktober 1983   |        |      |     |     |     | 2006           | 0                     | 0                   |
| 16         | Antonio Valencia    | Manchester United       | 71                    | 8                 | 4. August 1985     | 3      |      | 1   |     | 1   | 2006           | 4                     | 0                   |
| Angriff    |                     |                         |                       |                   |                    |        |      |     |     |     |                |                       |                     |
| 17         | Jaime Ayoví         | Club Tijuana            | 30                    | 9                 | 21. Februar 1988   |        |      |     |     |     |                |                       |                     |
| 11         | Felipe Caicedo      | al-Jazira               | 49                    | 15                | 5. September 1988  | 3      |      |     |     |     |                |                       |                     |
| 09         | Joao Rojas          | CD Cruz Azul            | 30                    | 2                 | 14. Juni 1989      | 1      |      |     |     |     |                |                       |                     |
| 13         | Enner Valencia      | CF Pachuca              | 10                    | 4                 | 4. November 1989   | 3      | 3    | 1   |     |     |                |                       |                     |

1. ↑  M* = Der Verein wurde in der Saison 2013 Meister seines Landes (die Saison 2014 wurde für die WM unterbrochen), * = Der Verein spielt in der zweithöchsten Liga seines Landes.
2. 1 2  Angegeben sind nur die Spiele und Tore, die vor Beginn der Weltmeisterschaft absolviert bzw. erzielt wurden (Quelle (Memento vom 3. Juli 2014 im Internet Archive)), Stand: 31. Mai 2014 (nach den Spielen gegen die Niederlande, Mexiko und England am 4. Juni 2014)

### Gruppenphase
Bei der am 6. Dezember 2013 vorgenommenen Auslosung der Endrunde wurde Ecuador gezielt einer als Gruppenkopf gelosten europäischen Mannschaft zugelost und kam in die Gruppe E mit der Schweiz (Gruppenkopf), Frankreich und Honduras. Gegen die Schweiz gab es bis zur WM keine Länderspiele und gegen Frankreich zuvor erst ein Freundschaftsspiel am 27. Mai 2008, das in Grenoble mit 0:2 verloren wurde. Honduras ist mit zwölf Begegnungen ein relativ häufiger Gegner (nach Mexiko zweithäufigster Gegner der CONCACAF), allerdings zuvor auch nur in Freundschaftsspielen, wovon drei gewonnen und zwei verloren wurden. Die anderen sieben endeten remis.
In Rio de Janeiro hatte Ecuador schon vor der WM mehrere Spiele gegen andere südamerikanische Mannschaften bestritten, in den beiden anderen Spielorten aber vor der WM noch nie gespielt.
Mannschaftsquartier war das Vila Ventura Hotéls in Viamão. Es war das südlichste aller WM-Quartiere.
| Rang | Land       | Tore | Punkte |
| ---- | ---------- | ---- | ------ |
| 1    | Frankreich | 8:2  | 7      |
| 2    | Schweiz    | 7:6  | 6      |
| 3    | Ecuador    | 3:3  | 4      |
| 4    | Honduras   | 1:8  | 0      |

- So., 15. Juni 2014, 13:00 Uhr (18:00 Uhr MESZ) in Brasília
 Schweiz –  Ecuador 2:1 (0:1)
- Fr., 20. Juni 2014, 19:00 Uhr (24:00 Uhr MESZ) Uhr in Curitiba
 Honduras –  Ecuador 1:2 (1:1)
- Mi., 25. Juni 2014, 17:00 Uhr (22:00 Uhr MESZ) in Rio de Janeiro
 Ecuador –  Frankreich 0:0

## Sportliche Auswirkungen
- In der FIFA-Weltrangliste konnte sich Ecuador trotz des Aus in der Vorrunde um fünf Plätze von Platz 26 auf Platz 21 verbessern.
- Nationaltrainer Reinaldo Rueda wurde am 23. Juli 2014 entlassen.[3]
- Antonio Valencia wurde aufgrund seines Platzverweises im letzten Gruppenspiel für ein Spiel gesperrt. Da Ecuador ausschied, musste die Spielsperre beim nächsten offiziellen Länderspiel, der Copa América 2015 verbüßt werden.[4]